# Pardus
Pardus è una distribuzione Linux per PC sviluppata in Turchia presso il TUBITAK UEKAE (Istituto di Ricerca Elettronica e Criptologica Nazionale).

## Caratteristiche
Grazie al sistema di apertura (MUDUR) sviluppato con l'utilizzo del quadro di strutturazione COMAR della Pardus, Pardus si avvia in tempi sensibilmente più rapidi rispetto agli altri sistemi operativi.
Grazie agli sviluppi realizzati sul sistema di gestione dei pacchetti della Pardus, PiSi, i software vengono ad occupare minore spazio e possono essere scaricati più velocemente da internet. Grazie all'utilizzo dell'interfaccia pratica e simpatica della PiSi, anche i processi di aggiornamento ed installazione di nuovi programmi ora risultano semplificati. La nuova versione beta della Pardus, in cui elementi visivi e vari componenti sono stati aggiornati, continuerà il suo sviluppo verso la versione definitiva grazie anche alle segnalazioni di errore e i suggerimenti forniti dagli utenti.
Pardus, arriva in un solo CD nel quale ci saranno tutti i software necessari, giochi, strumenti di internet, edit della lingua turca, proiettori di multimediale (immagine, musica, video, ecc), tutti controllabili dal desktop. Con la versione Pardus 2007.2 Caracal caracal, Pardus incorpora il supporto anche per l'italiano.
La Pardus, sviluppata nell'ambito dell'approccio software libero, potrà essere liberamente distribuito con la Licenza Pubblica Generale (General Public License - GPL).

## Dotazione software
PiSi: PiSi, è il gestore di pacchetti di Pardus. È stato scritto in linguaggio Python. Seguendo le dipendenze, ha il ruolo di caricamento, installazione, deinstallazione ed upgrading di tutti pacchetti; anche quelli critici ed il kernel. Può essere gestito tramite un'interfaccia grafica. Ha lo scopo di creare una facile ambiente di sviluppo per gli sviluppatori.
COMAR: COMAR è il COnfiguration MAnageR della distribuzione Pardus.
YALI: È il sistema d'installazione di Pardus. Per ora è disponibile soltanto in inglese, turco, tedesco, spagnolo, portoghese, olandese, francese, italiano e catalano.
Zemberek: Zemberek è il tool per il controllo ortografico e della grammatica turca. Grazie a Zemberek, il controllo ortografico non viene eseguito soltanto in OpenOffice.org, ma anche in Kopete, Kontact, Mozilla Firefox e Mozilla Thunderbird.

## Versioni
- Pardus 1.0 Alfa 14 novembre 2005
- Pardus 1.0 Beta 30 novembre 2005
- Pardus 1.0 RC1 19 dicembre 2005
- Pardus 1.0 26 dicembre 2005
- Pardus 1.1 Alfa 1 "Meren" 9 luglio 2006
- Pardus 1.1 Alfa 2 "Üzüm" 14 luglio 2006
- Pardus 1.1 Alfa 3 3 ottobre 2006
- Pardus 2007 Beta 1 "ATA" 10 novembre 2006
- Pardus 2007 Beta 2 "Sait Faik" 24 novembre 2006
- Pardus 2007 RC 1 1º dicembre 2006
- Pardus 2007 18 dicembre 2006
- Pardus 2007.1 RC1 5 marzo 2007
- Pardus 2007.1 "Felis chaus" 15 marzo 2007
- Pardus 2007.2 "Caracal caracal" 12 luglio 2007
- Pardus 2007.3 "Lynx lynx" 19 novembre 2007
- Pardus 2008 27 giugno 2008
- Pardus 2008.1 "Hyaena Hyaena" 15 settembre 2008
- Pardus 2008.2 "Canis Aureus" 30 gennaio 2009
- Pardus 2009 17 luglio 2009
- Pardus 2009.1 "Anthropoides virgo"15 gennaio 2010
- Pardus 2009.2 "Geronticus eremita" 4 giugno 2010
- Pardus 2011 20 gennaio 2011
- Pardus 2011.1 "Dama Dama" 12 luglio 2011
- Pardus 2011.2 "Cervus elaphus"

## Lista degli sviluppatori
- Sviluppatori Archiviato il 7 luglio 2007 in Internet Archive.: Lista di tutti sviluppatori di Pardus